# Hanna Erikson
Hanna Erikson (geboren als Brodin, 2 juni 1990) is een Zweedse langlaufster.

## Carrière
Op de wereldkampioenschappen langlaufen 2009 in Liberec eindigde Erikson als 38e op de 10 kilometer klassiek, als 48e op de 30 kilometer vrije stijl en als vijftigste op de 15 kilometer achtervolging. De Zweedse maakte haar wereldbekerdebuut in maart 2009 in Stockholm. In januari 2010 scoorde ze met een tiende plaats in Oberhof haar eerste wereldbekerpunten.
In januari 2011 stond Erikson in Otepää voor de eerste maal in haar carrière op het podium van een wereldbekerwedstrijd. In Oslo nam de Zweedse deel aan de wereldkampioenschappen langlaufen 2011, op dit toernooi eindigde ze als tiende op de sprint. Op 29 december 2013 boekte ze in Oberhof haar eerste wereldbekerzege.

## Resultaten

### Wereldkampioenschappen
| Jaar | Plaats  | Resultaten                                                                  |
| ---- | ------- | --------------------------------------------------------------------------- |
| 2009 | Liberec | 38e 10 km (klassieke stijl) 50e 15 km achtervolging 48e 30 km (vrije stijl) |
| 2011 | Oslo    | 10e Sprint (vrije stijl)                                                    |

### Wereldbeker
Eindklasseringen
| Seizoen   | Algm | DI  | SP  | TdS |
| --------- | ---- | --- | --- | --- |
| 2009/2010 | 56e  | 51e | 38e | DNF |
| 2010/2011 | 39e  | –   | 15e | –   |
| 2011/2012 | 28e  | 43e | 12e | DNF |

Wereldbekerzeges
| Nr. | Datum            | Plaats  | Onderdeel                |
| --- | ---------------- | ------- | ------------------------ |
| 1.  | 29 december 2013 | Oberhof | Sprint (vrije stijl) TdS |